# Sussie
Sussie är en svensk komedifilm från 1945 i regi av Arne Mattsson. I huvudrollerna ses Marguerite Viby, Gunnar Björnstrand och Erik "Bullen" Berglund.

## Handling
Harry Hellberg, en författare, är nyskild och går till attack mot kvinnan i sin nya bok. Sussie är kåsös på tidningen Extraposten och skriver en serie ironiska texter om hans bok. Förläggaren klagar inte, boken får reklam. En dag ger Harry svar på tal och annonserar samtidigt efter ett hembiträde. Sussie, som ser chansen att göra sitt livs reportage, svarar på annonsen, men kallar sig Anna Johansson. Tycke uppstår och de två förlovar sig. Sussie får allt svårare att spela de två rollerna och måste till slut berätta sanningen.

## Om filmen
Filmen spelades in i maj och juni 1945 i Stockholm. Den hade premiär den 13 augusti 1945 i Göteborg; Stockholmspremiär dagen därpå på biograf Royal vid Kungsgatan. Filmen fick mestadels beröm av kritikerna vid premiären, bland annat berömdes skådespelarnas starka samspel. Sussie är barntillåten och har visats vid ett flertal tillfällen i SVT, bland annat 2000, i november 2021 och i februari 2024.

## Rollista
- Marguerite Viby – Sussie Blom, kåsös på Extraposten / Anna Johansson, hembiträde
- Gunnar Björnstrand – Harry Hellberg, författare
- Ingrid Envall – Liliane, Harrys före detta hustru
- Erik "Bullen" Berglund – Lasse Älvdahl, förläggare
- Julia Cæsar – Alma Goring, Sussies kollega
- Willy Peters – Oscar Lindberg, Lilianes fästman
- David Erikson – annonschef på Extraposten
- Georg Skarstedt – talare vid avskedsmiddagen
- John Melin – bud från slakteriaffären
- Oscar Heurlin – tidningsförsäljare
- Charles Redland – kapellmästare på maskeraden
- Bertil Sjödin – gäst på avskedsmiddagen
- Gunnar Nielsen – man på maskeraden
- Gunnar Hedberg – ung man med fångdräkt på maskeraden
- Gunnar Almqvist – man med frack på maskeraden
- Sven Arvor – man med frack på maskeraden
- Tore Thorén – en ung man
- Wallyflickorna i Oscarsbaletten

## Musik i filmen
- "Fem smutsiga små fingrar", musik Gus Edwards, svensk text Karl-Ewert, sång Gunnar Björnstrand
- "Ett vänligt litet ord", text och musik Gösta Bernhard
- "Jag ser i dina ögon", musik Kai Gullmar, text Fritz Gustaf Sundelöf, sång Marguerite Viby
- "Som ni nog kan förstå", musik Georges Van Parys, svensk text Karl-Ewert
- "Kärleken blir större för varje dag", musik Kai Gullmar, text Karl-Ewert, sång Marguerite Viby
- "My Red Hair Baby", musik Folke Eriksberg
- "Yes, of Course", musik Gösta Haag

## DVD
Filmen gavs ut på DVD 2014.